# Everest (pel·lícula de 2015)
Everest és una pel·lícula britànicaestatunidenca del 2015 dirigida per Baltasar Kormákur i escrita per William Nicholson i Simon Beaufoy. Basada en fets reals, se centra en la tragèdia humana que va tenir lloc a l'Everest el 1996 i és protagonitzada per Jason Clarke, Josh Brolin, John Hawkes, Robin Wright, Sam Worthington, Keira Knightley, Emily Watson i Jake Gyllenhaal. S'ha doblat i subtitulat al català.
La pel·lícula va obrir el Festival de Venècia de 2015 mantenint-se fora de la competició. La seva estrena en cartellera va ser el 16 de setembre d'aquell mateix any.

## Argument
1996: En el seu intent per arribar al pic més alt del món, dues expedicions d'alpinistes es troben enmig d'una de les pitjors tempestes de neu que hi pot haver.

## Repartiment
- Jason Clarke com a Rob Hall, alpinista i cap de l'empresa d'expedició neozelandesa Adventure Consultants.[4]
- Jake Gyllenhaal com a Scott Fischer, alpinista i cap de l'empresa d'expedició estatunidenca Mountain Madness.[4]
- Josh Brolin com a Beck Weathers, metge estatunidenc client d'Adventure Consultants.[4]
- John Hawkes com Doug Hansen, carter client d'Adventure Consultants.[4]
- Michael Kelly com a Jon Krakauer, periodista de la revista Outside i client d'Adventure Consultants.[5]
- Robin Wright com a Peach Weathers, esposa de Beck Weathers.[6]
- Emily Watson com a Helen Wilton, directora del camp base d'Adventure Consultants.[5]
- Keira Knightley com a Jan Arnold, dona de Rob Hall.
- Sam Worthington com a Guy Cotter, guia professional de muntanya.[6]
- Martin Henderson com a Andy "Harold" Harris, guia professional de muntanya.[5]
- Elizabeth Debicki com la doctora Caroline Mackenzie, metgessa al camp base d'Adventure Consultants.
- Ingvar Eggert Sigurðsson com a Anatoli Bukréiev, alpinista professional de l'equip de Mountain Madness.
- Thomas M. Wright com a Michael Groom, alpinista australià.[5]
- Justin Salinger com a Ian Woodall, alpinista britànic i cap de l'expedició sud-africana.
- Mark Derwin com a Lou Kasischke, alpinista i client d'Adventure Consultants.
- Naoko Mori com a Yasuko Namba, alpinista amateur i clienta d'Adventure Consultants.
- Clive Standen com a Ed Viesturs, alpinista.
- Vanessa Kirby com a Sandy Hill, alpinista, periodista de l'NBC i clienta de Mountain Madness.
- Tom Goodman-Hill com a Neal Beidleman, alpinista professional de l'equip de Mountain Madness.
- Charlotte Bøving com a Lene Gammelgaard, alpinista danesa de l'equip de Mountain Madness.
- Micah Hauptman com a David Breashears, alpinista i director de documentals.[7]
- Chris Reilly com a Klev Schoening, alpinista de l'equip de Mountain Madness.
- Chike Chan com a Makalu Gau, líder de l'expedició taiwanesa.
- Vijaya Lama com el tinent coronel Madan Khatri Chhetri, pilot d'helicòpter de l'exèrcit nepalès.
- Pemba Sherpa com a Lopsang, alpinista nepalès de l'equip de Mountain Madness.

## Crítica
Jon Krakauer, autor del llibre Into Thin Air, va denunciar la pel·lícula, afirmant que alguns dels seus detalls eren fabricats i difamatoris. També va lamentar la ràpida adquisició per part de Sony dels drets del llibre. El director Baltasar Kormákur va respondre, afirmant que el relat en primera persona de Krakauer no es va utilitzar com a material per a la pel·lícula i al·legant que la versió de Krakauer entrava en conflicte amb els fets reals.

## Premis i nominacions
| Premi                                 | Categoria                                                         | Nominats                                                                   | Resultat |
| ------------------------------------- | ----------------------------------------------------------------- | -------------------------------------------------------------------------- | -------- |
| Camerimage                            | Millor film 3D                                                    | Salvatore Totino                                                           | Nominat  |
| Premi del Sindicat d'Actors de Cinema | Millor interpretació de conjunt d'acrobàcies en una pel·lícula.   |                                                                            | Nominat  |
| Premis Satellite                      | Millors efectes visuals.                                          |                                                                            | Nominat  |
| Visual Effects Society                | Efectes visuals de suport.                                        | Dadi Einarsson, Roma O'Connor, Matthias Bjarnsasson, Richard Van Den Bergh | Nominat  |
| Visual Effects Society                | Models destacats en un projecte fotoreal o animat ("Mt. Everest") | Matthias Bjarnasson, Olafur Haraldsson, Kjartan Hardarson, Peter Arnorsson | Nominat  |
| Premis Saturn                         | Millor film d'acció o aventura.                                   |                                                                            | Nominat  |